# Bầu cử tổng thống Việt Nam Cộng hòa 1961
Bầu cử tổng thống được tổ chức tại Việt Nam Cộng hòa vào ngày 9 tháng 4 năm 1961. Kết quả là chiến thắng thuộc về Ngô Đình Diệm với 89% phiếu bầu.

## Kết quả
| Ứng cử viên          | Ứng cử viên      | Đảng                 | Phiếu bầu | %  |
| -------------------- | ---------------- | -------------------- | --------- | -- |
|                      | Ngô Đình Diệm    | Đảng Cần lao Nhân vị |           | 89 |
|                      | Nguyễn Đình Quát |                      |           | 7  |
|                      | Hồ Nhựt Tân      |                      |           | 4  |
| Tổng cộng            |                  |                      |           |    |
|                      |                  |                      |           |    |
| Nguồn: Nohlen et al. |                  |                      |           |    |